# Parafia św. Floriana w Białymstoku
Parafia pw. Świętego Floriana w Białymstoku – rzymskokatolicka parafia należąca do dekanatu Białystok–Bacieczki, archidiecezji białostockiej, metropolii białostockiej. 

## Historia parafii
Parafia została utworzona 22 czerwca 2005  przez arcybiskupa białostockiego Wojciecha Ziembę. Jej obszar został wydzielony z parafii św. Rocha.

## Kościół parafialny
Jako świątynia parafialna służy kaplica św. Floriana zaadaptowana w 2006 z lokalu usługowego. Jej poświęcenia dokonał 23 lipca 2006 abp Edward Ozorowski.
W 2009 parafia zakupiła od miasta ziemię pod budowę kościoła parafialnego. W tym samym roku Komisja Sztuki Sakralnej zatwierdziła projekt świątyni autorstwa Andrzeja Nowakowskiego. Budowę  trójnawowego, ceglanego kościoła rozpoczęto w 2011, a poświęcenia i wmurowania kamienia węgielnego dokonał 14 października 2012 arcybiskup Edward Ozorowski.

## Proboszczowie
- od 2005 : ks. Kazimierz Kulmaczewski